# Diploglossus montisilvestris
Diploglossus montisilvestris är en ödleart som beskrevs av  Myers 1973. Diploglossus montisilvestris ingår i släktet Diploglossus och familjen kopparödlor. Inga underarter finns listade i Catalogue of Life.